# Basilika Regina Pacis

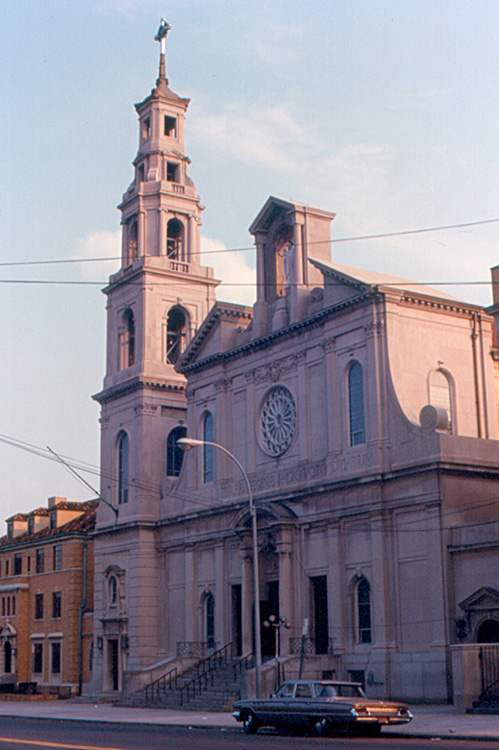
Basilika Regina Pacis, 1969

Die Basilika Regina Pacis (deutsch Basilika Königin des Friedens) ist eine römisch-katholische Kirche im Stadtviertel Bensonhurst in Brooklyn, New York City. Die Pfarrkirche des Bistums Brooklyn wurde als Votivkirche aus Anlass des Zweiten Weltkriegs gebaut und hat den Rang einer Basilica minor.

## Geschichte
In einer Sonntagsmesse im Mai 1942 forderte Pfarrer Angelo R. Cioffi der Pfarrei St. Rosalia  die Gemeinde auf, ein Marienheiligtum unter dem Titel der Friedenskönigin zu errichten, für die sichere Heimkehr der Soldaten und einen gerechten Frieden. Nach Baubeginn 1948 konnte die Grundsteinlegung durch Weihbischof Raymond Kearney am 29. Oktober 1949 erfolgen. Die Kirche wurde 1950 im Stil der Neorenaissance fertiggestellt. Das Heiligtum wurde am 15. August 1951 vom Bischof von Brooklyn, Erzbischof Thomas E. Molloy, geweiht.
Die Maria-Frieden-Kirche wurde im November 2012 von Papst Benedikt XVI. in den Rang einer Basilica minor erhoben. Am 8. Dezember 2012 wurde zu dieser Ehrung in der Kirche eine Messe unter Leitung des Bischofs Nicholas DiMarzio gefeiert. Im Juni 2017 schloss die Diözese die Kirche St. Rosalia und errichtete die Basilika als Pfarrkirche. Im Laufe der Jahrzehnte hat sich die Bevölkerung des Viertels um die Kirche herum deutlich verändert, neue Einwanderergruppen aus Lateinamerika und Asien traten an die Stelle der ursprünglichen italienischen und jüdischen Einwohner, außer auf Englisch werden die Messen auch auf Spanisch und Chinesisch gelesen.

## Ausstattung
Für den Bau wurden zwei Tausend Tonnen italienischen Marmors verbaut. Der Hauptaltar wurde vollständig aus Marmor aus verschiedenen Teilen Italiens gebaut, wo die meisten Gemeindemitglieder her stammten. Ein großes Gemälde der Schutzheiligen der Kirche über dem Hauptaltar stammt von Ilario Panzironi. In der Kirche wurden nach dem Vorbild italienischer Kathedralen zwei Kanzeln errichtet. 16 Buntglasfenster zeigen das Leben der Maria Gottesmutter, der Kreuzweg wird mit 15 italienischen Mosaiken dargestellt.
Nach der Segnung des Grundsteins der Kirche im Jahr 1949 hatte Cioffi die Bevölkerung gebeten, ihren persönlichen Schmuck für zwei Goldkronen zur Ehrung des geplanten Bildes der Kirchenpatronin und ihres Sohnes zu spenden. Aus dem Schmuck schuf die Firma DeNatale Brothers in Manhattan die Kronen und Sterne mit 600 Diamanten, Rubinen und Saphiren. Das Bild wurde am 24. Mai 1952 durch die Anbringung von zwei diamantbesetzten Kronen geehrt, die Papst Pius XII. in Rom persönlich gesegnet hatte, als sie ihm in einer Sonderaudienz von Cioffi und dem Juwelier DeNatale überreicht wurden. Nur acht Tage nach der Krönung des Bildes wurde der Diebstahl der Kronen festgestellt. Die Rückgabe eine Woche später auf dem Postweg wurde von den Mitgliedern der Pfarrei für ein Wunder gehalten. Die Juwelen wurden angeblich auf Geheiß des örtlichen organisierten Verbrechers Joseph Profaci zurückgegeben.